# Nebulosa variable

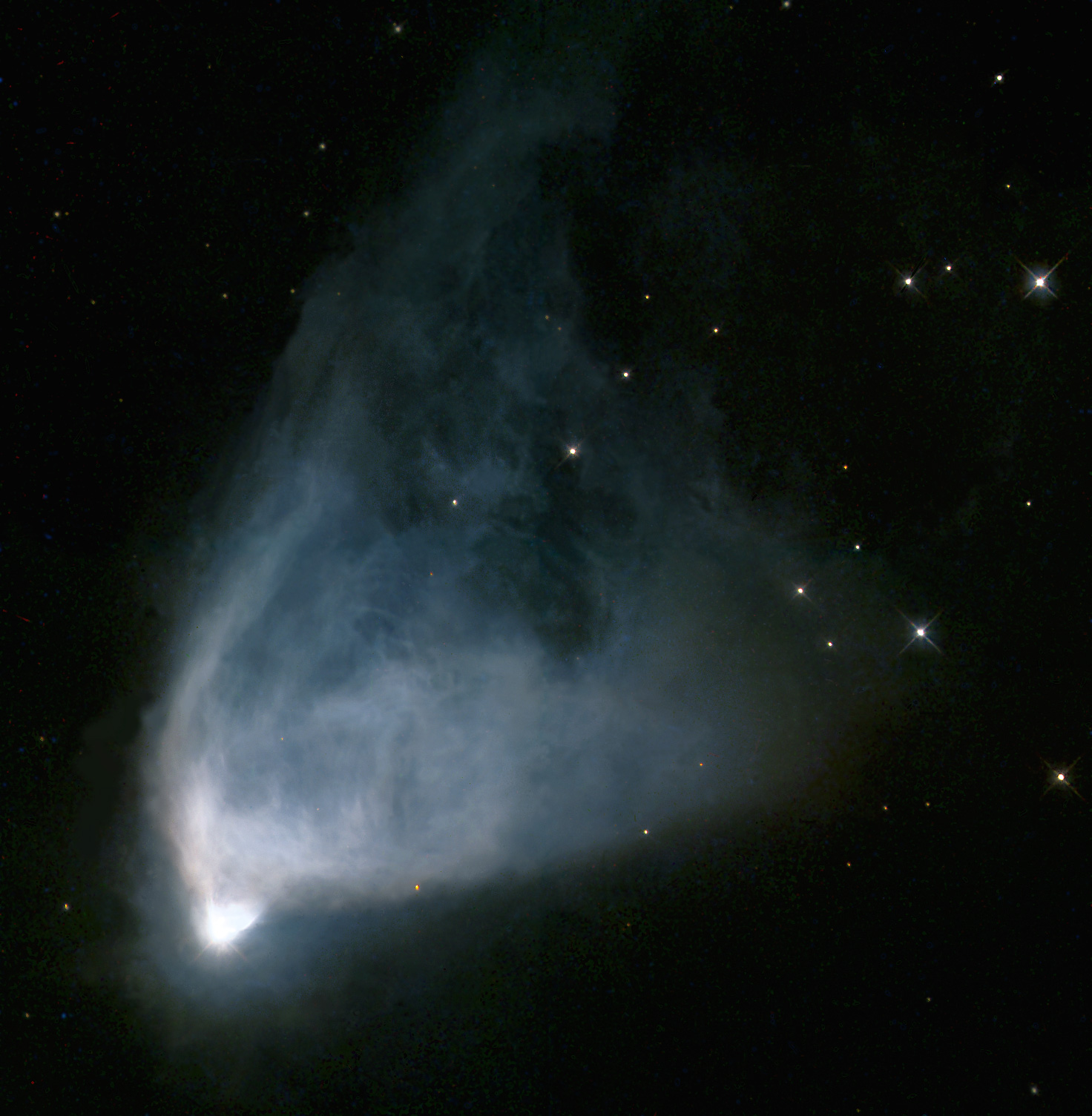
Clásico ejemplo de nebulosa variable: la de Hubble.Foto tomada con el Telescopio espacial Hubble.

Una nebulosa variable es una nebulosa de reflexión cuya luminosidad cambia debido a otros cambios en las estrellas que la iluminan, y que cambia también de forma por distintas razones.
Por regla general, estas nebulosas llevan asociadas estrellas variables de formación reciente, como ocurre en el caso de la nebulosa variable de Hubble y en el de la nebulosa de Hind. 
A cada uno de esos objetos estelares jóvenes se lo denomina también en la jerga astronómica empleando el acrónimo inglés que corresponde al mismo significado: YSO (Young Stellar Object). Pueden hallarse estos objetos en las nubes moleculares de los brazos espirales de la Vía Láctea, y solo aquellos más cercanos pueden ser observados. Sobre todo son detectables en el infrarrojo, y se hallan ocultos entre las nubes de polvo y gas de nuestra galaxia. Este fenómeno, no obstante, no está suficientemente estudiado, y hay que tener en cuenta que las variaciones se dan en una escala de tiempo relativamente breve, por lo que su observación habría de darse con más continuidad para que pudieran ser entendidas.

En el caso de la nebulosa variable de Hubble, los cambios no se corresponden con los de la estrella correspondiente. El modelo más aceptado hoy en día considera la estrella envuelta por un disco protoplanetario de forma toroidal que, debido a su inclinación con respecto a nuestra línea visual, oscurece la parte austral de la nebulosa, y causa así el efecto de variabilidad. Los fuertes vientos de la estrella joven repelen la materia que, atraída por la fuerza de la gravedad, caería en la estrella de no darse esos vientos, y es esa materia la que forma la nebulosa.

Nubes oscuras de lanebulosa del Homúnculo.

Otras, como la nebulosa del Homúnculo, que rodea la estrella Eta de la Quilla, y Cederblad 211, que rodea la estrella Ro de Acuario, también presentan cierta variabilidad, pero su formación es resultado de otros procesos diferentes.